# Josef Schützenberger (Politiker, 1918)
Josef Schützenberger (* 12. Juni 1918 in Steinbach an der Steyr; † 14. Februar 2009) war ein oberösterreichischer Politiker (SPÖ), Fräser und Betriebsrat. Er war von 1964 bis 1974 Abgeordneter zum Oberösterreichischen Landtag und von 1974 bis 1979 Landesrat für Gesundheit und in der Oberösterreichischen Landesregierung.

## Ausbildung und Beruf
Schützenberger besuchte die Volksschule in Steinbach und bildete sich danach an der Fortbildungs- und Berufsschule weiter, wobei er den Beruf des Fräser erlernte. Er wurde 1938 zum Reichsarbeitsdienst eingezogen und rückte 1939 zur Wehrmacht ein. Nach seiner Rückkehr aus dem Zweiten Weltkrieg arbeitete er ab 1945 in den Steyr-Werken, 1947 wechselte er als Metallarbeiter zu den Vereinigten Österreichischen Eisen- und Stahlwerke. Schützenberger arbeitete ab 1948 als Vorarbeiter und wurde 1950 Meister-Stellvertreter. Er fungierte von 1950 bis 1953 als Betriebsrat für die Arbeiter und wurde 1957 zum Obmann des Arbeiterbetriebsrates gewählt.

## Politik und Funktionen
Schützenberger trat 1945 der SPÖ bei und war zwischen 1953 und 1956 Mitglied der Hauptversammlung der Pensionsversicherungsanstalt der Arbeiter sowie zwischen 1956 und 1959 Vorstand der Gebietskrankenkasse für Oberösterreich. Zudem engagierte er sich zwischen 1956 und 1979 als Kammerrat in der Kammer für Arbeiter und Angestellte für Oberösterreich und war ab 1959 Obmann der Gebietskrankenkasse für Oberösterreich. Schützenberger vertrat die SPÖ Oberösterreich zwischen dem 3. April 1964 und dem 5. Dezember 1974 im Oberösterreichischen Landtag, wobei er Mitglied des Immunitäts- und Unvereinbarkeitsausschusses sowie Obmann des Ausschusses für öffentliche Wohlfahrt war. Zwischen dem 5. Dezember 1974 und dem 24. Oktober 1979 war er Landesrat für Gesundheit und Naturschutz in der Oberösterreichischen Landesregierung.
Als Landesrat setzte er die Ausweitung der Schutzimpfungsaktionen, die Verbesserung der Fürsorge für Alkohol- und Drogenkranke,
Maßnahmen im Schulgesundheitsdienst sowie die Verstärkung des Einsatzes der Lebensmittelpolizei zum Schutz der Konsumenten um. Des Weiteren galt er als ein Pionier des Natur- und Umweltschutzes in Oberösterreich, wobei auf seine Initiative rund ein halbes Dutzend Naturparks zurückgehen und er sich für den Schutz der Seeufer vor Verbauungen einsetzte.

## Privates
Schützenberger war ab 1947 mit Leopoldine Hahnl verheiratet und Vater von zwei Söhnen.

## Auszeichnungen
- Goldenes Ehrenzeichen für Verdienste um die Republik Österreich (1963)
- Großes Ehrenzeichen für Verdienste um die Republik Österreich (1968)
- Goldenes Ehrenzeichen des Landes Oberösterreich (1979)
- Victor-Adler-Plakette
- Silbernes Verdienstzeichen am Bande des Kriegsopferverbandes (1967)
- Goldene Verdienstmedaille am Bande des Roten Kreuzes (1972)
- Silbernes Ehrenzeichen der Kraftfahrervereinigung ARBÖ (1974)

## Schriften
- Ich über mich. Vom Arbeiterkind zur Regierungsbank (= Aglas-Presse. 1993, 2, ZDB-ID 2500463-3). Aglas-Presse, Linz 1993.